# Лехово
Вижте пояснителната страница за други значения на Лехово.
Лѐхово е село в Югозападна България.
То се числи към кметство Петрово, община Сандански, област Благоевград.

## География
Село Лехово се намира в планински район. Разположено е в северозападните разклонения на планината Славянка. Климатът е преходно-средиземноморски с летен минимум и зимен максимум на валежите. Средната годишна валежна сума е около 600 мм. Почвите са предимно излужени канелени горски.

## История
Според историка от началото на ХХ век Васил Миков селото е основано от полски заселници. На днешното си място селото възниква през 1913 година от българи-бежанци от старото село Лехово, останало по силата на Букурещкия договор на гръцка територия.
През октомври 1925 година по време на гръцко-българския пограничен конфликт, известен като Петрички инцидент, селото е окупирано от гръцката армия. На 22 октомври 1925 г. гръцките агресори убиват 43-годишния Иван Шарков, 18-годишния Тодор Бундев и 11-годишната Стоя Пишиева.

## Население

### Етнически състав
Преброяване на населението през 2011 г.
Численост и дял на етническите групи според преброяването на населението през 2011 г.:
|                     | Численост |
| Общо                | 9         |
| Българи             | 9         |
| Турци               | -         |
| Цигани              | -         |
| Други               | -         |
| Не се самоопределят | -         |
| Неотговорили        | -         |